# سوزانا غودوين
سوزانا غودوين (بالإنجليزية: Suzanne Goodwin)‏ (27 سبتمبر 1916، منطقة ساتون في المملكة المتحدة - 28 فبراير 2008)؛ كاتِبة، صحفية وروائية بريطانية.